# Nuugaatsiaq
Nuugaatsiaq (o Nûgâtsiaq) è un piccolo villaggio della Groenlandia che, nel febbraio 2013, contava 79 abitanti. Si trova sulla punta sud di un'isoletta della Baia di Baffin, a 230 m sul mare; appartiene al comune di Avannaata.
Nel giugno 2017 uno tsunami provocato da un terremoto di magnitudo 4 avvenuto al largo delle coste groenlandesi ha distrutto buona parte del villaggio e gli abitanti sono stati evacuati.

## Evoluzione demografica

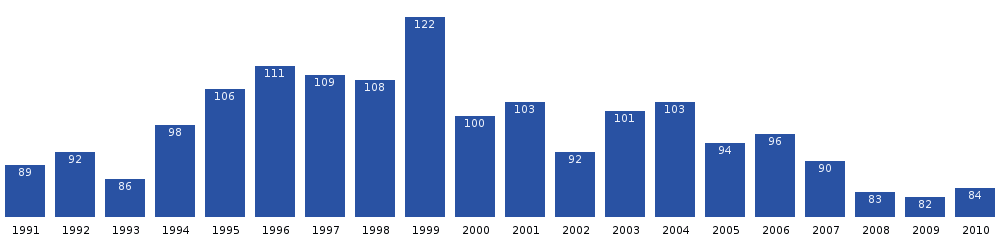
Evoluzione demografica dal 1990 al 2010